# Huschang Ebtehadsch

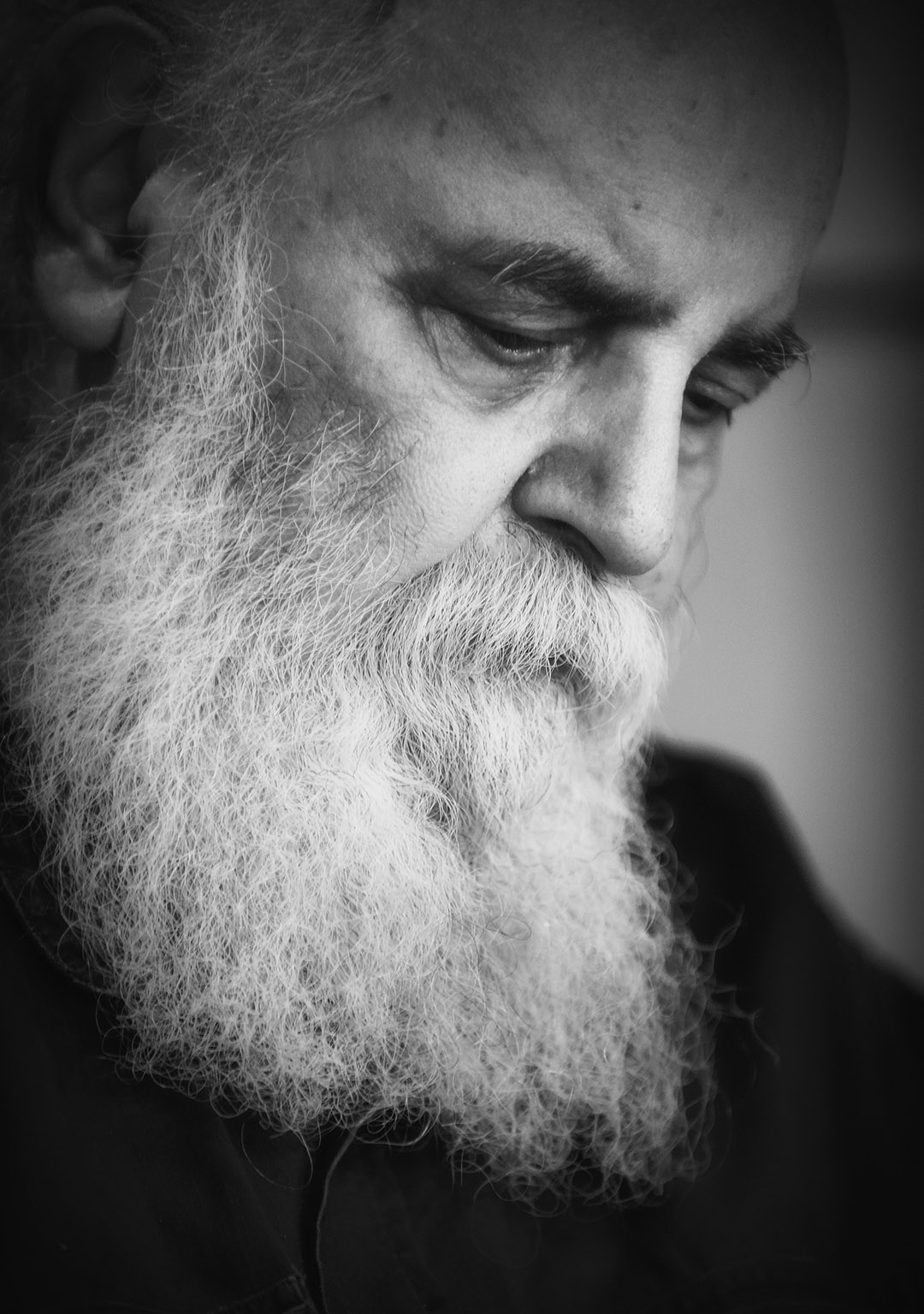
Huschang Ebtehadsch (2013)

Amir Huschang Ebtehadsch (Sāyeh), (persisch هوشنگ ابتهاج, DMG Hūšang Ebtehāǧ) (geboren 25. Februar 1928 / 6. Esfand 1306 in Rascht; gestorben 10. August 2022 in Köln, Deutschland), bekannt unter dem Pseudonym Sāyeh („Schatten“, persisch ه.ا. سايه), war ein iranischer Poet der modernistischen Schule.

## Leben
Nach der Grundschulzeit zog Huschang Ebtehadsch mit seinen Eltern nach Teheran. Seinen ersten Gedichtband, mit einer Einleitung des Poeten Mehdi Hamidi Schirazi, veröffentlichte er im Alter von 19 Jahren. In der Zeit nach dem Zweiten Weltkrieg war er in verschiedenen literarischen Zirkeln aktiv und veröffentlichte in Literatur-Zeitschriften wie Sokhan, Kavian, Sadaf, Maslehat. Um seinen Lebensunterhalt zu verdienen, arbeitete er 22 Jahre lang in der staatlichen Zement-Gesellschaft. Seine literarische Tätigkeit betrieb er nebenbei. Später lud ihn das Iranische Radio dazu ein, die Programme „Golhā-ye Tāze“ und „Golčīn Hafte“ zu produzieren, die sich mit traditioneller iranischer Musik beschäftigten. Nach der Islamischen Revolution von 1979 verbrachte er aufgrund seiner Schriften ein Jahr im Gefängnis. Nach seiner Entlassung schrieb er das Werk Hafis, im Versuch des „Schattens“, in dem er sich mit dem Werk des iranischen Dichters Hafis auseinandersetzt.
Für die Rezitation seiner Gedichte trat Ebtehadsch oft zusammen mit dem iranischen Musiker Mohammad Reza Lotfi auf.
Seit 1987 lebte er mit seiner Familie in Köln. Er war verheiratet mit Alma Maykial und hatte mit ihr die vier Kinder Yalda, Keyvan, Asia und Kaveh.
Huschang Ebtehadsch starb im Alter von 94 Jahren am 10. August 2022 in Köln.

## Werk

### Poesie
Bisher wurde keines von Huschang Ebtehadschs Werken ins Deutsche übertragen.
- nakḫostīn naghmehā (Die ersten Gesänge), 1946 (نخستین نغمه‌ها)
- sarāb (Fata Morgana), 1951 (سراب)
- siyāh mašġ (I) (Dunkle Übung I), 1953 (سیاه مشق ۱)
- šabgīr (Nächtliche Reise), 1953 (شبگیر)
- zamīn (Erde), 1955 (زمین)
- čand barg az yaldā (Einige Blätter über die Mittwinternacht), 1965 (چند برگ از یلدا)
- siyāh mašq (II) (Dunkle Übung II), 1973 (سیاه مشق ۲)
- tā ṣobḥ-e šab-e yaldā (Bis zum Ende der Mittwinternacht), 1981 (تا صبح شب یلدا)
- yādegār-e khūn-e serw (Erinnerung des Bluts der Zypresse), 1981 (یادگار خون سرو)
- siyāh mašq (III) (Dunkle Übung III), 1985 (سیاه مشق ۳)
- siyāh mašq (IV) (Dunkle Übung IV), 1992 (سیاه مشق ۴)
- āyeneh dar āyeneh (Spiegel in Spiegel), 1995 (آینه در آینه), ausgewählte Gedichte

(Auswahl M.R. Shafie-Kadkani)
- Tāsiyān (تاسیان), Teheran 2006/2007 (Winter 1385)

### Weitere Werke
- Hafis, im Versuch des "Schattens", 1994 (حافظ به سعی سایه)